# Benjamin Goller
Benjamin Goller (Reutlingen, 1 de enero de 1999) es un futbolista alemán que juega en la demarcación de centrocampista para el 1. F. C. Núremberg de la 2. Bundesliga.

## Biografía
Tras formarse como futbolista en el Stuttgarter Kickers, en 2016 se marchó a la disciplina del FC Schalke 04. Tras dos años en las filas inferiores del club, en 2018 subió al segundo equipo, haciendo su debut el 1 de septiembre de 2018 contra el 1. FC Gievenbeck. El mismo año, el 11 de diciembre de 2018, subió al primer equipo, haciendo su debut en un partido de la Liga de Campeones de la UEFA contra el Lokomotiv de Moscú que finalizó por 1-0 tras ser sustituido por Amine Harit en el minuto 59.
En abril de 2019 se hizo oficial su fichaje por el Werder Bremen. Tras completar una temporada en el club, en julio de 2020 fue cedido al Karlsruher S. C. Un año después fue el S. V. Darmstadt 98 quien logró su cesión. Esta se canceló a finales de enero de 2022 para volver al Karlsruher S. C. en un nuevo préstamo. Abandonó definitivamente el club en diciembre después de fichar por el 1. F. C. Núremberg.

## Clubes
| Club                        | País     | Año       | Partidos | Goles |
| --------------------------- | -------- | --------- | -------- | ----- |
| F. C. Schalke 04 II         | Alemania | 2018      | 7        | 1     |
| F. C. Schalke 04            | Alemania | 2018-2019 | 1        | 0     |
| Werder Bremen               | Alemania | 2019-2020 | 11       | 0     |
| Karlsruher S. C. (cedido)   | Alemania | 2020-2021 | 28       | 4     |
| S. V. Darmstadt 98 (cedido) | Alemania | 2021-2022 | 12       | 2     |
| Karlsruher S. C. (cedido)   | Alemania | 2022      | 14       | 1     |
| Werder Bremen               | Alemania | 2022      | 0        | 0     |
| 1. F. C. Núremberg          | Alemania | 2023-     | 50       | 3     |